# Kult Che

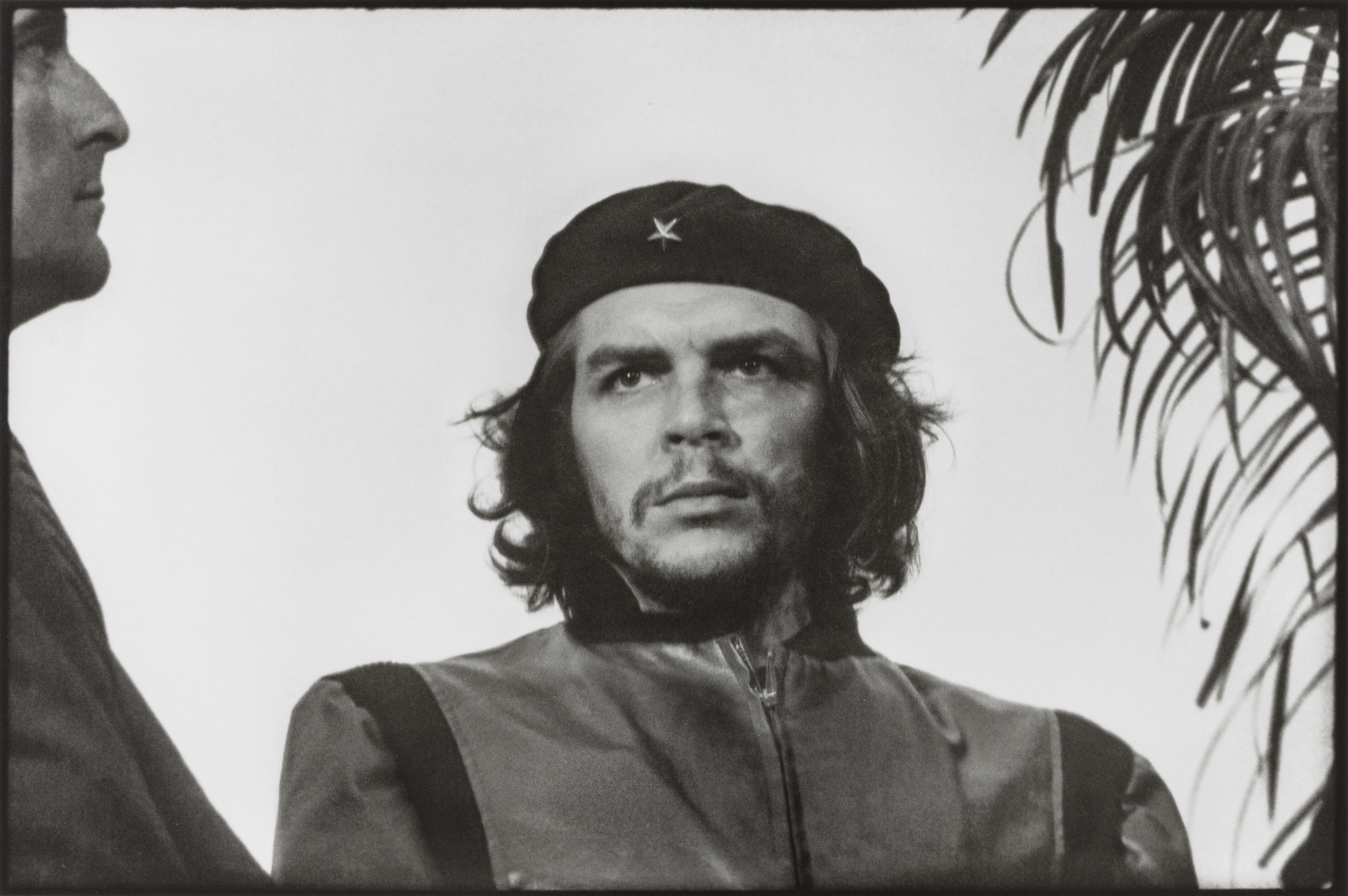
Niemal wszystkie wizerunki Che oparte są na jednej fotografii Alberto Kordy z 1960 roku, zatytułowanej Guerrillero Heroico.

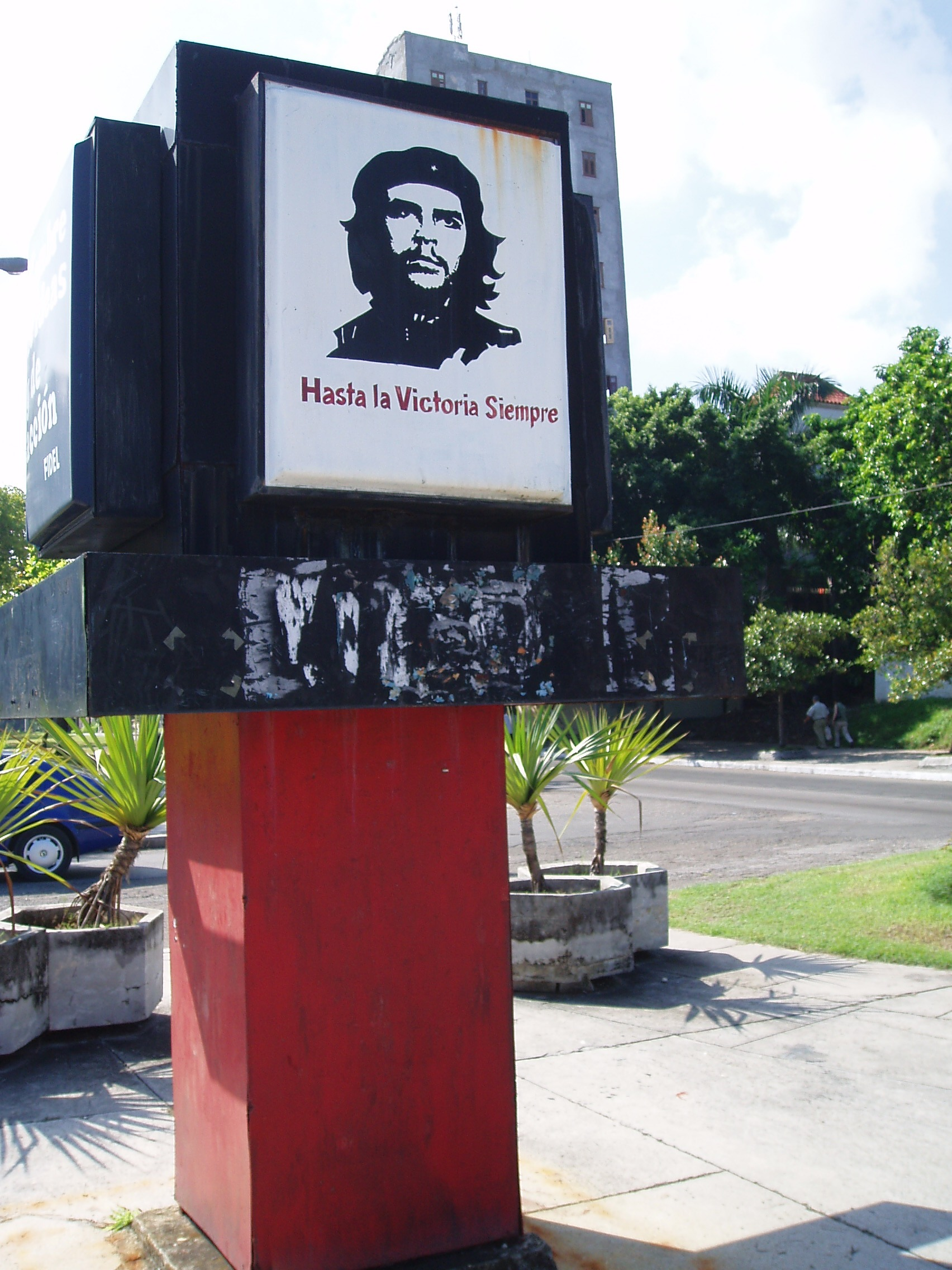
Pomnik Che w Hawanie

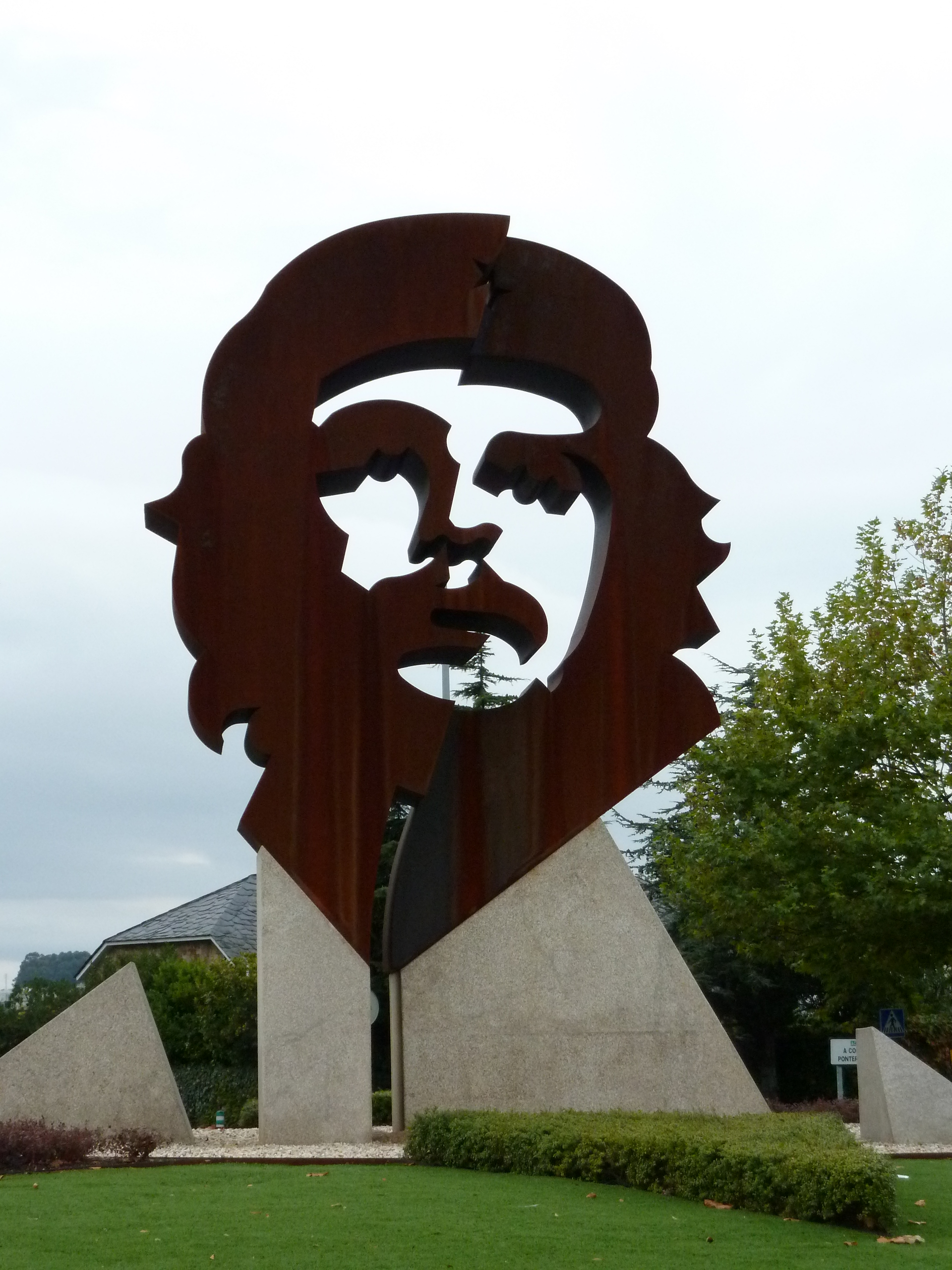
Pomnik Che w Oleiros w Hiszpanii

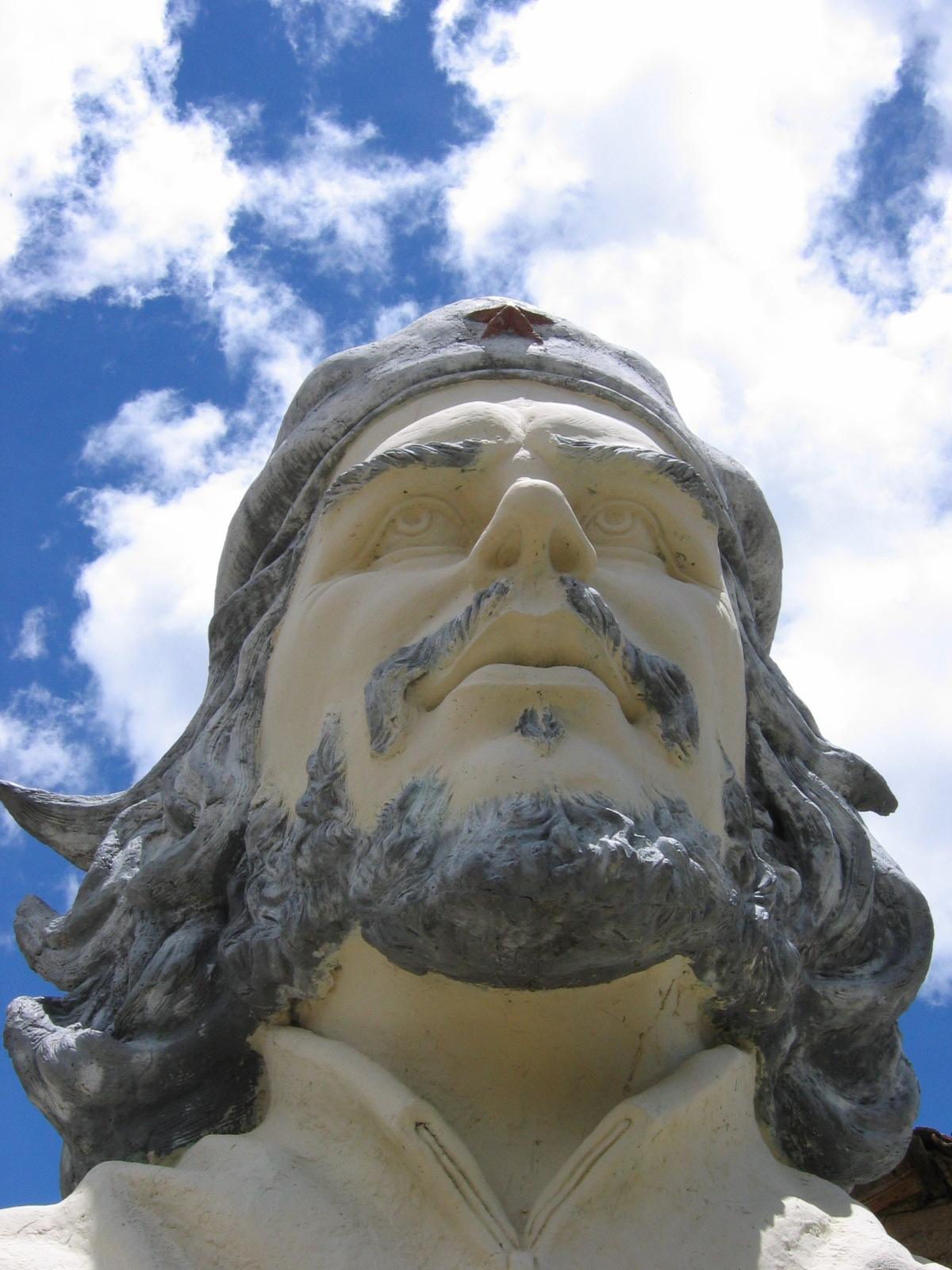
Pomnik Che w Boliwii, na miejscu jego śmierci

Kult Che – określenie mody na umieszczanie uproszczonego wizerunku Ernesto Guevary, noszącego przydomek Che na elementach ubioru, plakatach, w formie graffiti na ścianach budynków, a także w licznych filmach, książkach, a nawet grach komputerowych i pomnikach.

## Portret
Symboliczny portret Che ma zwykle postać długowłosego, brodatego mężczyzny z charakterystycznym, obcisłym beretem z gwiazdą pięcioramienną. Che Guevara malowany jest tradycyjnie czarną farbą na czerwonym tle, z charakterystycznymi uproszczonymi, kanciastymi plamami. Postać jest przedstawiana od frontu.
Zdjęcie zrobiono, gdy Amerykanie zatopili statek dostarczający broń z Belgii, zginęło wtedy wiele osób. Na miejsce katastrofy przyjechali dygnitarze, także Fidel Castro. Che był początkowo ukryty w tłumie, potem wyszedł i spojrzał na miejsce katastrofy. Wtedy fotograf Alberto Korda zrobił mu dwa zdjęcia, bardzo podobne. Sam Korda powiedział, że nie ma nic przeciwko wykorzystywaniu jego zdjęcia do celów promujących ideały, o które Che Guevara walczył.
W niektórych portretach Che jest też stylizowany na Jezusa Chrystusa. Często też określa się go mianem czerwonego Chrystusa.

## Narodziny kultu
Ernesto Guevara w wielu, choć nie wszystkich środowiskach lewicowych stał się jeszcze za swojego życia swojego rodzaju ikoną, symbolem bezkompromisowego i nieprzekupnego rewolucjonisty. Jego kult rozpowszechnił się na Kubie po jego śmierci  pod koniec lat 60. XX w., po czym podchwyciły go liczne środowiska lewicowe na całym świecie. Szczyt popularności kultu w USA i Europie Zachodniej miał miejsce w połowie lat 70. XX w. po czym został on po części zapomniany. Jego ponowne odrodzenie nastąpiło w drugiej połowie lat 90. XX w., wraz z pojawieniem się ruchu alterglobalizmu.
Paradoksalnie, kult Che został zaadaptowany przez show-biznes.  Koszulki i inne gadżety z wizerunkiem Che stały się w wielu krajach dochodową produkcją, sama zaś postać pojawiła się w licznych filmach, grach komputerowych, piosenkach i książkach, podnosząc zwykle ich sprzedaż. Ta forma kultu Che wyraźnie odbiega od jego pierwotnej wersji i przekształca tę postać w rodzaj pół-mitycznego idola kultury masowej.
Wykreowana przez obie formy kultu (zarówno w wersji popowej, jak i „lewicowej”) postać Ernesto Guevary ma bardzo luźny związek z jego faktyczną działalnością i życiem. Klasycznym przykładem jest tutaj musical Evita autorstwa Andrew Lloyd Webbera i Tima Rice'a, w którym Che pełni rolę narratora upominającego tytułową Evitę Peron, za to, że schodzi ona ze ścieżki rewolucji peronistowskiej. W rzeczywistości Ernesto Guevara uważał, że ruch peronistowski od samego początku miał charakter prawicowy.

## Przykłady kultu Che w sztuce

### Filmy i aktorzy portretujący Che
- Che - opowieść o Guevarze (El 'Che' Guevara) – Francisco Rabal (1968)
- Che! – Omar Sharif (1969)
- Evita - Antonio Banderas (1996)
- Dzień w którym mnie pokochasz (El Día Que Me Quieras - piosenka śpiewana przez Carlos Gardela) –  reż. Leandro Katz (1997)
- Hasta la victoria siempre – Alfredo Vasco (1999)
- Fidel – Gael García Bernal (2002)
- Dzienniki motocyklowe (Diarios de motocicleta) – Gael García Bernal (2004)
- Hawana – miasto utracone - Jsu Garcia (2005)
- Che Guevara – Eduardo Noriega (2005)
- Che - Rewolucja (Che: Part One) i Che. Boliwia (Che: Part Two) – Benicio del Toro (2008)
- Guevara został także sportretowany w skeczu Monty Pythona „World Forum”, gdzie Eric Idle odgrywa fikcyjny talk-show między Guevara, Mao Zedongiem, Leninem i Karolem Marksem.

### W grach komputerowych i wideo
- Guevara, prod. SNK (Japonia, 1986)
- Counter-Strike: Source, mapa „CS_Havana” przedstawia ikony Che na ścianach wioski.
- Boiling Point: Road to Hell, Na ścianie przed bazą rewolucjonistów w jednym z miast widnieje wizerunek Che.
- Tom Clancy’s Splinter Cell: Pandora Tomorrow - w czasie jednej ze scen wideo dziewczyna w Paryżu ma na sobie koszulkę ze zdjęciem Sadono, głównej postaci tego odcinka, stylizowanego na Che.
- The Boondocks (serial) - Huey, główny bohater ma na ścianach swojego mieszkania plakaty z podobizną Che.
- Just Cause - wygląd głównego bohatera gry, Rico Rodrigueza, jest wzorowany na wyglądzie „Che” Guevary.
- Driver 2  -  Jeżeli wybierzemy mapę Hawana, w pewnym miejscu można zobaczyć na ścianie wielką podobiznę Che.

### W muzyce
- Immortal Technique w piosence internally bleeding nawiązuje do Che
- Hasta siempre, Comandante (Na zawsze, Komendancie), popularna piosenka napisana w 1965 r. przez Carlosa Pueblę, wykonywana przez wielu muzyków.
- Carta al Che (List do Che), piosenka napisana w 1969 przez Carlosa Pueblę
- Tom Morello - gitarzysta z Rage Against the Machine i Audioslave posiada kolumnę z obiciem z wizerunkiem Che.
- Cliche Guevara, piosenka wydana przez Against Me! w 2003 r.
- Okładka American Life, dziewiątego studyjnego albumu Madonny z 2003 roku stylizowana jest na ikoniczny wizerunek Che.

### Inne
- 9 października 2008 roku w Wiedniu odsłonięto popiersie Che Guevary. 70-centymetrowe popiersie z brązu, ufundowane przez parlamentarną grupę austriacko-kubańską z okazji przypadającej w tym roku 80. rocznicy urodzin Che, zostało umieszczone w parku na wyspie na Dunaju.